# André Caza
 (mars 2013).
Si vous disposez d'ouvrages ou d'articles de référence ou si vous connaissez des sites web de qualité traitant du thème abordé ici, merci de compléter l'article en donnant les références utiles à sa vérifiabilité et en les liant à la section « Notes et références ».
Pour les articles homonymes, voir Caza.
André Cazaumayou, dit André Caza ou simplement Caza, est un journaliste, dessinateur, entraîneur et sportif français, né à Dax (Landes) le 30 octobre 1911 et mort le 14 décembre 2003 à Passy (Haute-Savoie).
Journaliste-caricaturiste à l'hebdomadaire Benjamin, à L'Auto puis l'Équipe, il est aussi compétiteur en plongeon puis en ski alpin, catégorie vétéran, et entraîneur de plongeon. Il est également le créateur de deux stations touristiques en Haute-Savoie : la station de ski de Bernex (1950) et la station d’été avec la Plage du lac de La Beunaz à Saint-Paul-en-Chablais (1951).

## Biographie
André Cazaumayou, dit André Caza, est basco-béarnais, fils d’Alfred Cazaumayou, pharmacien à Dax et de Lucie Barnetche, quatrième d'une famille de neuf enfants. Outre le pseudonyme d'André Caza, il utilise aussi le peudo d'André Cazade.